# Pandémie de Covid-19 en Alaska
La pandémie de Covid-19 frappe l'État américain de l'Alaska à partir du 12 mars 2020.

## Événements
Face à la propagation du virus, Mike Dunleavy, gouverneur de l'Alaska, déclare l'état d'urgence dès le 11 mars 2020, alors que l'État ne compte pas de cas de Covid-19. Le premier cas de contamination est confirmé le lendemain, l'Alaska devenant ainsi le quarante-neuvième État des États-Unis touché par la pandémie,.
Un dixième décès est enregistré le 6 mai 2020.